# Biriricas
Biriricas é um distrito do município brasileiro de Domingos Martins, no interior do estado do Espírito Santo. Segundo o censo demográfico de 2022, realizado pelo Instituto Brasileiro de Geografia e Estatística (IBGE), sua população era de 668 habitantes e havia 260 domicílios particulares permanentes ocupados.
De acordo com o IBGE, em 2010 a população era de 605 habitantes e havia 191 domicílios particulares.
Foi criado em 2006, desmembrado do distrito de Isabel. O acesso de Biriricas até a sede se dá pela BR-262. A localidade possui entre seus principais marcos e atrativos a Igreja do Sagrado Coração de Jesus, que foi construída em 1876; a Reserva Bremenkamp, área verde com trilhas que são usadas para caminhadas; e o Marco da Colonização Alemã no acesso do distrito pela BR-262.